# Mamo Wolde

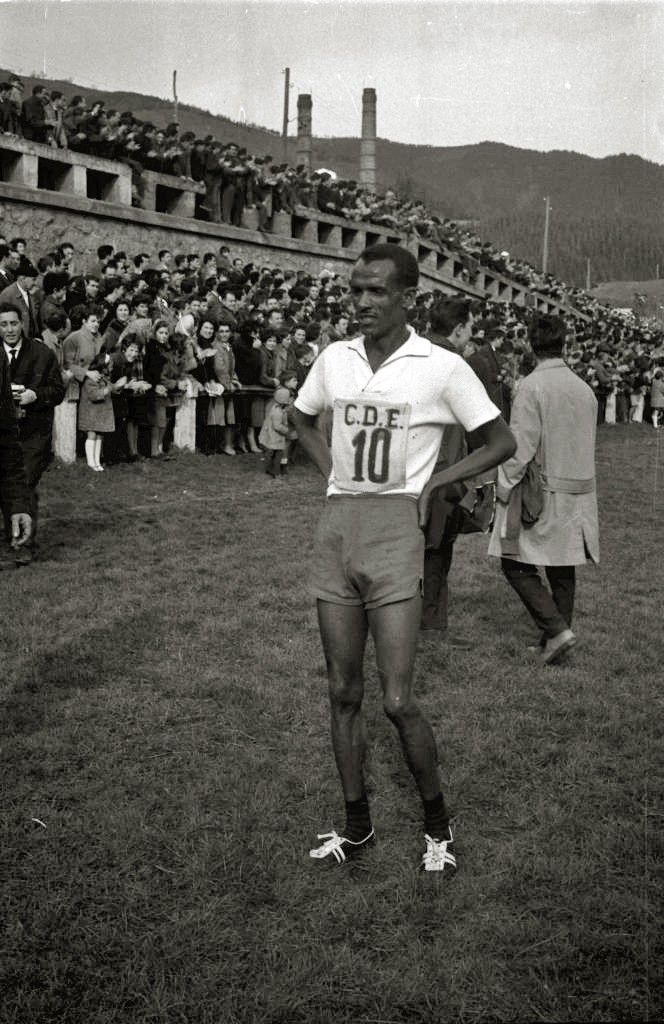
Mamo Wolde (1963)

Mamo Wolde (* 12. Juni 1932 in Diri Jille; † 26. Mai 2002 in Addis Abeba) war ein äthiopischer Langstreckenläufer und Olympiasieger im Marathon.
Wolde hatte schon an den Olympischen Spielen 1956 in Melbourne teilgenommen, war aber beim 1500-Meter-Lauf schon im Vorlauf gescheitert. Bei den Olympischen Spielen 1964 in Tokio wurde er Vierter über 10.000 Meter mit seiner persönlichen Bestzeit von 28:31,8 min. Im Marathon startete er gemeinsam mit seinem Bruder Demissie Wolde, gab aber auf.
Nachdem Abebe Bikila 1960 und 1964 zweimal in Folge den olympischen Marathonlauf für sich entscheiden konnte, holte Wolde 1968 in Mexiko-Stadt die dritte Goldmedaille für Äthiopien auf dieser Strecke. Der Favorit Bikila musste nach einer zuvor erlittenen Hüftverletzung und einem Bruch des Wadenbeins das Rennen aufgeben und hatte ihn beschworen, den dritten äthiopischen Sieg in Folge im Marathon zu erringen. Zuvor hatte Wolde bereits die Silbermedaille über 10.000 Meter gewonnen.
Vier Jahre später errang Wolde bei den Olympischen Spielen 1972 in München im Alter von 40 Jahren als Dritter im Marathon seine dritte olympische Medaille mit seiner persönlichen Bestzeit von 2:15:09 h.
Wolde war in Äthiopien ein Nationalheld, seine Bekanntheit bewahrte ihn davor, zu Beginn der Militärdiktatur von Mengistu Haile Mariam wie viele seiner Landsleute ermordet zu werden. Nach dem Ende der Diktatur Mariams im Jahre 1991 wurden ab 1993 Sympathisanten Mariams inhaftiert, darunter auch Wolde. Man beschuldigte ihn, ein Kollaborateur Mariams gewesen zu sein und einen 15-jährigen Jungen ermordet zu haben. Wie er berichtete, war er als Armeeangehöriger aufgefordert worden, nach dem tödlichen Schuss eines anderen Offiziers auf den Jungen einen weiteren Schuss abzugeben, er hätte jedoch absichtlich daneben geschossen. Anfang 2002 wurde er wegen dieses Delikts zu sechs Jahren Haft verurteilt, aber sofort freigelassen, da er zu diesem Zeitpunkt bereits neun Jahre im Gefängnis verbracht hatte. Zuvor hatten viele Olympier in einer weltweiten Kampagne versucht, seine Freilassung zu erreichen. Kurz nach seiner Entlassung starb Wolde im Alter von 69 Jahren an einer chronischen Lebererkrankung. Woldes und Bikilas Grabmale wurden im März 2007 von Unbekannten zerstört, neben vielen anderen Äthiopiern äußerte auch Haile Gebrselassie seine Trauer über die Grabmalschändung.